# Crăcăoani
Crăcăoani (Krakován en hongrois) est une commune roumaine du județ de Neamț, dans la région historique de Moldavie et dans la région de développement du Nord-Est.

## Géographie
La commune de Crăcăoani est située dans le nord du județ , sur les rives de la Cracău, affluent de la Bistrița, dans les contreforts des Monts Stânișoara (Carpates orientales), à 14 km au sud de Târgu Neamț et à 29 km au nord de Piatra Neamț.
La municipalité est composée des cinq villages suivants (population en 1992) :
- Cracăul Negru (1 246) ;
- Crăcăoani (2 092), siège de la municipalité ;
- Magazia (689) ;
- Mitocu Bălan ;
- Poiana Crăcăoani (95).

## Histoire
La première mention écrite du village date de 1399.

## Politique
| Période                                  | Période  | Identité     | Étiquette     | Qualité |
| ---------------------------------------- | -------- | ------------ | ------------- | ------- |
| Les données manquantes sont à compléter. |          |              |               |         |
| 2008                                     | En cours | Petre Zamfir | PDL, puis PSD |         |

| Parti | Parti                          | Sièges |
| ----- | ------------------------------ | ------ |
|       | Parti social-démocrate (PSD)   | 7      |
|       | Parti national libéral (PNL)   | 5      |
|       | Parti écologiste roumain (PER) | 1      |

## Religions
En 2002, la composition religieuse de la commune était la suivante :
- Chrétiens orthodoxes, 97,79 %.

## Démographie
En 2002, la commune comptait 4 288 Roumains (94,40 %) et 248 Tsiganes (5,46 %).
| 2002  | 2007  |
| ----- | ----- |
| 4 542 | 4 599 |

## Économie
L'économie de la commune repose sur l'agriculture et l'exploitation des forêts.

## Communications

### Routes
Crăcăoani se trouve sur la route nationale DN15C Piatra Neamț-Târgu Neamț.

## Lieux et monuments
- Monastère Honaița de 1822, à 6 km de Crăcăoani, construit sur le site d'une église datant de 1428.